# Josep Torres i Clavé
Josep Torres i Clavé (Barcelona, 1906 - Montbrió de la Marca (Sarral - Conca de Barberà), 12 de gener de 1939) fou un arquitecte i dissenyador català.

## Biografia
Va néixer en el sí d'una família benestant, fundadora de l'empresa Foment d'Obres i Construccions. Als 8 anys, es va quedar orfe de pare. Durant la seva joventut va ser un gran aficionat a la pintura artística. Als 15 anys es va fer soci del Cercle Artístic de Sant Lluc.
Desenvolupà bona part de la seva carrera professional amb els arquitectes Josep Lluís Sert i Joan Baptista Subirana. L'any 1929, un cop finalitzats els estudis, fundà el Grup d'Arquitectes i Tècnics Catalans per al Progrés de l'Arquitectura Contemporània (GATCPAC), associació que difonia els principis del moviment modern.
Després de treballar amb el seu oncle Jaume Torres i Grau, l'any 1931 s'associà amb Sert i Subirana. Al capdavant de la revista AC, desenvolupà una important tasca de difusió i crítica, introduint l'arquitectura de Le Corbusier, Walter Gropius o Mies Van der Rohe. Fou també director de l'Escola Tècnica Superior d'Arquitectura de Barcelona (ETSAB) durant els anys 1936 a 1939. Torres Clavé destacà pel seu compromís social, al qual lligà la seva concepció de l'arquitectura. Format en l'educació i ambient noucentista, emprengué una progressiva evolució, tant a nivell artístic com en el social que el portà a posicions avantguardistes i revolucionaries. L'any 1935 va fundar amb Antoni Bonet i el mateix Sert la botiga MIDVA (Mobles i Decoració per a la Vivenda Actual).

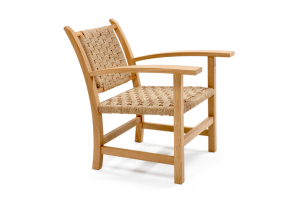
Butaca de vímet dissenyada per al pavelló de la Republica a l'Exposició Universal de Paris l'any 1937

Entre les obres més importants, destaquen el Dispensari central antituberculós (1936) i la Casa Bloc, juntament amb Josep Lluís Sert i Joan Baptista Subirana. Participà també en el projecte de Ciutat de Repòs i Vacances (1931-1938) a Castelldefels. Dins el seu llegat com a dissenyador trobem peces de mobiliari de caràcter racionalista com ara la butaca que moblà el pavelló de la república a l'exposició universal de París de 1937, o una làmpada de peu, entre altres peces dissenyades per al seu cercle familiar.
Començada la guerra, es comprometé amb la revolució des del primer moment. L'any 1936 fou un dels creadors del Sindicat d'Arquitectes de Catalunya, del qual seria secretari general. Al capdavant de l'Escola d'Arquitectura reorganitzà l'ensenyament de l'arquitectura en col·laboració amb el Consell de la Escola Nova Unificada, i formà part de la secretaria tècnica de l'Agrupament col·lectiu de la Construcció de Barcelona (ACIB), l'empresa col·lectivitzada més important de Catalunya en nombre de treballadors que donà feina a milers de treballadors en atur forçós. En aquest període, destacà pel seu caràcter entusiasta i resolutiu així com la seva bona entesa amb els sindicats obrers CNT i UGT i el seu paper de mitjancer entre ells i amb les institucions republicanes.
Tinent del cos d'enginyers, fou cridat sovint a supervisar treballs de fortificacions al front. Quan va acabar la seva feina a la rereguarda, s'incorporà a files durant la tardor de 1938. A finals de desembre de 1938 estava destinat als Omellons. Morí el 12 de gener de 1939, víctima de l'aviació feixista italiana, en plena retirada de l'exèrcit republicà, al poble de Montbrió de la Marca (Sarral). Tenia 32 anys.